# 1991 en combiné nordique
| Années du combiné nordique : 1988 - 1989 - 1990 - 1991 - 1992 - 1993 - 1994    |
| Décennies du combiné nordique : 1960 - 1970 - 1980 - 1990 - 2000 - 2010 - 2020 |

Cette page reprend les résultats de combiné nordique de l'année 1991.

## Coupe du monde
Le classement général de la Coupe du monde 1991 fut remporté par le Norvégien Fred Børre Lundberg devant l'Autrichien Klaus Sulzenbacher, vainqueur sortant. Le Norvégien Trond Einar Elden se classe troisième.

### Coupe de la Forêt-noire
La coupe de la Forêt-noire 1991 fut remportée par le Norvégien Fred Børre Lundberg.

### Festival de ski d'Holmenkollen
L'épreuve de combiné de l'édition 1991 du festival de ski d'Holmenkollen a donné lieu à un podium entièrement norvégien : elle fut remportée par Trond Einar Elden devant Fred Børre Lundberg et Frode Moen.

### Jeux du ski de Lahti
L'épreuve de combiné des Jeux du ski de Lahti 1991 fut remportée par un coureur norvégien, Trond Einar Elden, devant l'Allemand Thomas Abratis. Fred Børre Lundberg, lui aussi norvégien, est troisième.

### Jeux du ski de Suède
L'épreuve de combiné des Jeux du ski de Suède 1991 fut remportée par un coureur norvégien, Trond Einar Elden, devant le Français Fabrice Guy. L'Autrichien Klaus Sulzenbacher termine à la troisième place.

## Championnat du monde
Le championnat du monde eut lieu à Val di Fiemme, en Italie.
L'épreuve individuelle fut remportée par le norvégien Fred Børre Lundberg devant les Autrichiens Klaus Sulzenbacher, vice-champion, et Klaus Ofner, troisième.
L'épreuve par équipes a vu la victoire de l'équipe d'Autriche, composée de Günther Csar, Klaus Ofner et Klaus Sulzenbacher. Elle s'impose devant l'équipe de France (Francis Repellin, Xavier Girard et Fabrice Guy). L'équipe du Japon (Reiichi Mikata, Masashi Abe et Kazuoki Kodama) termine troisième.

## Universiade
L'Universiade d'hiver de 1991 s'est déroulée à Sapporo, au Japon.
L'épreuve de combiné donna lieu à un podium entièrement japonais : elle fut remportée par Kenji Ogiwara devant Takanori Kōno et Nobuhiko Murai.

## Championnat du monde juniors
Le Championnat du monde juniors 1991 a eu lieu à Reit im Winkl, en Allemagne.
L'épreuve individuelle a couronné le Tchèque Milan Kučera devant son compatriote Jiri Hradil. Le Suisse Markus Wüst termine troisième.
L'épreuve par équipes a vu la victoire de l'équipe tchèque, composée de Milan Kučera, Zbyněk Pánek et Jiri Hradil. Elle s'impose devant l'équipe de Norvège (Henrik Brørs (pl), E. Chiodera & Halldor Skard) tandis que l'équipe russe (Valeri Stoliarov, Gluchov & Alexeï Gachuokov) se classe troisième.

## Coupe du monde B
Le classement général de la toute nouvelle Coupe du monde B, dont l'édition 1991 était la première, fut remporté par le Tchèque Josef Kovařík devant l'Allemand Thomas Donaubauer et le Suisse Andreas Schaad.

## Championnats nationaux

### Championnats d'Allemagne
Les résultats du championnat d'Allemagne de combiné nordique 1991 manquent.

### Championnat d'Estonie
Le Championnat d'Estonie 1991 s'est déroulé à Otepää. Il fut remporté par Toomas Tiru devant Ilmar Aluvee (et). Janek Solodin termine troisième de l'épreuve.

### Championnat des États-Unis
Comme l'année précédente, le championnat des États-Unis 1991 s'est tenu à Steamboat Springs, dans le Colorado.
Il a été remporté par Joe Holland (en).

### Championnat de Finlande
Les résultats du championnat de Finlande 1991 manquent.

### Championnat de France
Les résultats du championnat de France 1991 sont incomplets. Le champion de France 1991 fut Francis Repellin.

### Championnat d'Islande
Le championnat d'Islande 1991 fut annulé.

### Championnat d'Italie
Le championnat d'Italie 1991 fut remporté par Paolo Bernardi. Il s'impose devant le champion sortant, Andrea Cecon, tandis que le vice-champion sortant, Andrea Bezzi, termine troisième.

### Championnat de Norvège
Le champion de Norvège 1991 fut Fred Børre Lundberg. Il s'imposa devant Trond Einar Elden. Knut Tore Apeland termine troisième.
L'épreuve par équipes fut remportée par celle du Comté de Nord-Trøndelag.

### Championnat de Pologne
Le championnat de Pologne 1991 fut remporté par Stanisław Ustupski, du club Wisła Zakopane ; c'était là son quatrième titre national consécutif.

### Championnat de Suède
Le championnat de Suède 1991 a distingué Göran Andersson, du club Sysslebäcks IF, qui retrouvait là son titre perdu l'année précédente. Le titre du club champion ne fut pas décerné.

### Championnat de Suisse
Le Championnat de Suisse 1991 a eu lieu à Kandersteg. Le champion 1991 fut Hippolyt Kempf, qui conseravait son titre. Il s'impose devant Fredy Glanzmann, deuxième, et Andreas Schaad, le champion 1989, qui termine troisième.